# Husqvarna 500
Die Husqvarna 500 war ein Rennmotorrad des schwedischen Motorradherstellers Husqvarna, das von 1930 bis 1935 bei Rennen eingesetzt wurde.

## Geschichte und Technik
Die motorsportliche Entwicklung geht auf Folke Mannerstedt zurück, der 1928 bei Husqvarna als Konstrukteur begann. Schon 1929 wurde mit zwei Rennmodellen experimentiert und 1930 debütierte beim Großen Preis von Schweden in Saxtorp, der 500-cm³-Zweizylinder-V-Motor mit Haarnadel-Ventilfedern.  Die Isle of Man TT im Jahr 1931 brachte für Husqvarna keinen Erfolg, beide gestarteten Maschinen fielen aus. 1932 entstanden völlig neu entwickelte Motoren. Die zu der damaligen Zeit „hochinteressanten Rennmaschinen“ hatten Motorengehäuse aus  Elektron, zwei 25-mm-Amal-Vergaser und in der Länge exakt aufeinander abgestimmte, ungewöhnlich lange Auspuffrohre. Die Kraft übertrugen ein Sturmey-Archer-Vierganggetriebe und eine Kette an das Hinterrad. Der drehfreudige und leistungsstarke Motor war in einen geschlossenen Starrrahmen mit Trapezgabel eingebaut; Vorder- und Hinterrad hatten konische 180-mm-Bremstrommeln.
Mit einer Husqvarna 500 gewann Ragnar Sunnqvist 1932 den Großen Preis von Schweden, Gunnar Kalén wurde Zweiter; im folgenden Jahr gewann Gunnar Kalén, 1934 wiederum Sunnqvist. Dennoch war 1934 ein unheilvolles Jahr für Husqvarna. Bei der Isle of Man TT fielen beide Fahrer aus und beim Großen Preis von Deutschland verunglückte Werksfahrer Gunnar Kalén tödlich. 1935 gewann Ragnar Sunnqvist auf der Avus gegen die starke BMW und Stanley Woods nochmals den Großen Preis von Schweden. Nachdem bei einem Brand fast alle Rennmaschinen zerstört wurden, stelle Husqavna den Rennbetrieb ein.
Ganz wenige Exemplare sind in Schweden erhalten geblieben. Ein 1935er Exemplar steht in der Sammy Miller Museum Collection in New Milton, Hampshire, ein Exemplar im Deutschen Zweirad- und NSU-Museum in Neckarsulm.